# Yi Zuolin
Yi Zuolin (易作霖S, Yì ZuòlínP, I Tso-linW; Nantong, 19 luglio 1897 – Rugao, 29 marzo 1945) è stato un linguista, educatore e filantropo cinese.

## Biografia
Il suo nome di cortesia era Yi Chien-lou (易劍樓 in Cinese). Dette contributi importanti allo studio di fonetica, fonologia e la grammatica di cinese moderno. Fu insegnante e direttore per molti anni e poi un ispettore scolastico nella provincia di Jiangsu. Dedicò gran parte della sua vita ad aiutare i bambini poveri ad imparare, anche sotto l'occupazione giapponese. Morì prima della fine della seconda guerra mondiale. Le sue pubblicazioni principali includono le Lezioni di fonetica cinese (國音學講義 in Cinese), pubblicato nel 1920, e Quattro lezioni di grammatica cinese (國語文法四講 in Cinese), pubblicato nel 1924.

## Opere
- (1920). Lectures on Chinese Phonetics [國音學講義]. Commercial Press. Shanghai. Republished in 2010, Taiwan Commercial Press, Taipei.
- (1920). The Phonetic Reader [國音讀本]. Chung Hwa Book Company. Shanghai.
- (1921). On the Five Tones [五聲論]. In Education in China [中華教育界], vol. 10, no. 8, pp. 1–14.
- (1921). On the Nantong Phonetic Alphabet [南通語音字母說明書]. In Education in China [中華教育界], vol. 11, no. 2, pp. 1–16.
- (1924). Four Lectures on Chinese Grammar [國語文法四講]. Chung Hwa Book Company. Shanghai.